# Eugagrella trimaculata
Eugagrella trimaculata is een hooiwagen uit de familie Sclerosomatidae.